# Boethin
Komet Boethin (uradno ime je 85P/Boethin), je periodični komet z obhodno dobo okoli 11,2 let.
 Komet pripada Jupitrovi družini kometov .

## Odkritje
Komet je 4. januarja 1975 odkril duhovnik in ljubiteljski astronom Leo Boethin na Filipinih .

## Misija Deep Impact in komet Boethin
Komet je bil tudi cilj podaljšane misije Deep Impact, ki jo označujejo kot EPOXI. Sonda bi morala doseči komet Boethin proti koncu leta 2008, vendar podaljšana misija ni bila uspešna, ker kometa niso več opazili, in tirnice ne bi mogli natančno določiti. Zaradi tega je bila sonda preusmerjena proti kometu 103P/Hartley 2. Verjetno je komet Boethin razpadel na tako majhne dele, da niso bili več vidni .